# 하지카시마촌
하지카시마촌(羽鹿島村)은 야마나시현 니시야쓰시로군에 있던 촌이다. 현재의 미나미코마군 후지카와정에 해당한다.

## 역사
- 1889년 7월 1일 - 정촌제 시행에 의해 근세이후의 하지카시마촌이 단독으로 지자체를 형성하였다.
- 1942년 7월 1일 - 하치노시리촌, 도요와촌과 합병해 다이도촌이 성립하여, 동일 하지카시마촌은 폐지되었다.

## 참고문헌
- 角川日本地名大辞典 19 山梨県